# Willy F. Bielicke
Oskar Willy Friedrich Bielicke (auch William Friedrich Bielicke) (* 25. September 1881 in Berlin; † 23. September 1945 ebenda) war ein bedeutender deutsch-amerikanischer Optikkonstrukteur und -unternehmer in der ersten Hälfte des 20. Jahrhunderts.

## Leben und Wirken
Bielicke wurde 1881 in Berlin geboren. Mindestens seit 1905 war jedoch London sein Wohnsitz; es bestanden damals bereits Kontakte in die USA. 1912 lebte er in Clapham Common, am Firmensitz des Londoner-Optikunternehmens Ross. Er meldete von dort aus zusammen mit dem Geschäftsführer von Ross, John Stuard, (und für Ross) ein Patent über ein telezentrisches Objektiv an (britisches Patent Nr. 23470/1912; gleichlautendes US-Patent 1.073.950). Als Beruf gab Bielicke damals „Mathematiker“ an.
Am 29. Juli 1913 wanderte er zusammen mit seiner Frau Anna „Dora“ Dorothea geborene Kuch (*um 1881 in Frankfurt), die er 1910 in Londen geheiratet hatte, und seinem Sohn William P. Bielicke (* 12. September 1905 in München) in die Vereinigten Staaten aus.
Das nächste Patent reichte er im April 1916 für ein „Telefoto-Objektiv“ ein (US-Patent Nr. 1.202.021). Die Familie wohnte zu diesem Zeitpunkt laut Angaben in der Patentanmeldung in Rochester, Monroe County, im Bundesstaat New York. In Rochester befindet sich der Firmensitz von Bausch & Lomb, einem führenden US-amerikanischen Unternehmen der optischen Industrie. Bielicki nahm die US-Staatsbürgerschaft an.
Die Daten der US-Volkszählung von 1920 zeigen, dass die Familie 1920 noch in Rochester lebte. Für Bausch & Lomb reichte Bielicke im Januar 1922 ein US-Patent (Nr. 1.558.073) für eine vierlinsige Tessar-Variante ein.

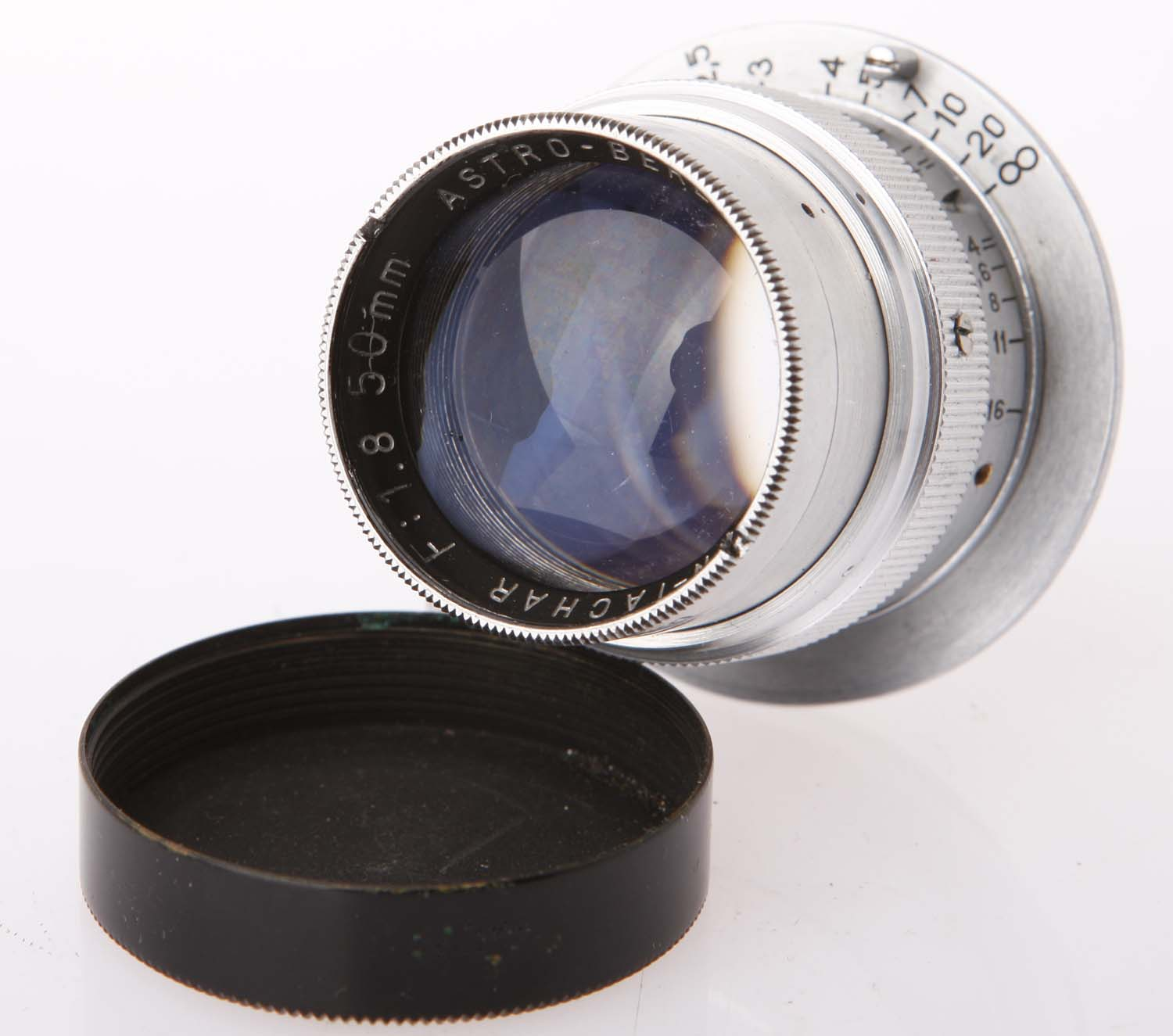
Pan-Tachar 1,8/50 mm; Konstruktion nach einem Patent von Bielicke

Bielicke siedelte dann aber nach Berlin über. Dort gründete er 1922 zusammen mit Otto und Hugh Ivan Gramatzki die Astro-Gesellschaft Bielicke & Co. „Astro-Berlin“ war ein bis 1991 bestehendes Unternehmen, das vor allem für fotografische und kinematografische Objektive mit hoher Lichtstärke und sehr langer Brennweite bekannt wurde. Auch Frau und Sohn von Willy F. Bielicke beantragten Reisepässe; der Sohn reist 1924 über Hamburg in die USA zurück.
In Berlin schloss sich für Bielicke eine produktive Schaffensperiode an. Im August 1922 reichte er ein Patent für einen neuen Kondensator ein (deutsches Patent Nr. 393652),
im Februar für ein erweitertes Cooke-Triplet mit vier einzeln stehenden Linsen (dt. Patent Nr. 440229, US-Patent Nr. 1.540.752). Zu diesem Zeitpunkt wohnte Bielicki in Berlin-Neukölln – d. h. in der Nähe des zweiten Betriebssitzes von Astro-Berlin. Er bezeichnete sich in der Patentanmeldung noch als US-Bürger. Die damals patentierte Konstruktion wurde Grundlage der bekannten, lichtstarken Tachar-Objektive seines Unternehmens.
Im August 1926 folgte ein Strahlenteiler für die Entfernungsmessung in Sucherkameras (dt. Patent Nr. 479755).
Eine weitere wichtige Objektivkonstruktion reichte er im April 1930 ein (dt. Patent Nr. 538872, US-Patent Nr. 1.839.011, brit. Patent 367237). Dieses später – zumindest z. T. leicht verändert – als „Tachon“ gebaute Objektiv war ebenfalls extrem lichtstark (bis 1:0,75) und bestand aus sechs Linsen in 5 Gruppen.
Zu diesem Zeitpunkt wohnte Bielicki in Berlin-Halensee. Nach den Angaben in der britischen Patenteinreichung bezeichnete er sich 1930 wieder als deutscher Staatsbürger. Ein weiteres Objektiv-Patent folgte im Januar 1931 (dt. Patent Nr. 634843, US-Patent Nr. 1888156). Im Jahre 1932 wohnte er in Berlin-Neukölln und beantragte Ende 1933 sein letztes Patent und zwar auf ein anamorphotisches Linsensystem (dt. Patent Nr. 624178).
Bielicke wohnte zuletzt in Zernsdorf. Er starb 1945 zwei Tage vor seinem 64. Geburtstag im Berliner St. Hedwig Krankenhaus.

## Mitgliedschaften
Willy F. Bielicke war Mitglied Nummer 75 der Optical Society of America und „Fellow“ der Society of Motion Picture and Television Engineers (SMTE).